# Cursul superior al Rinului

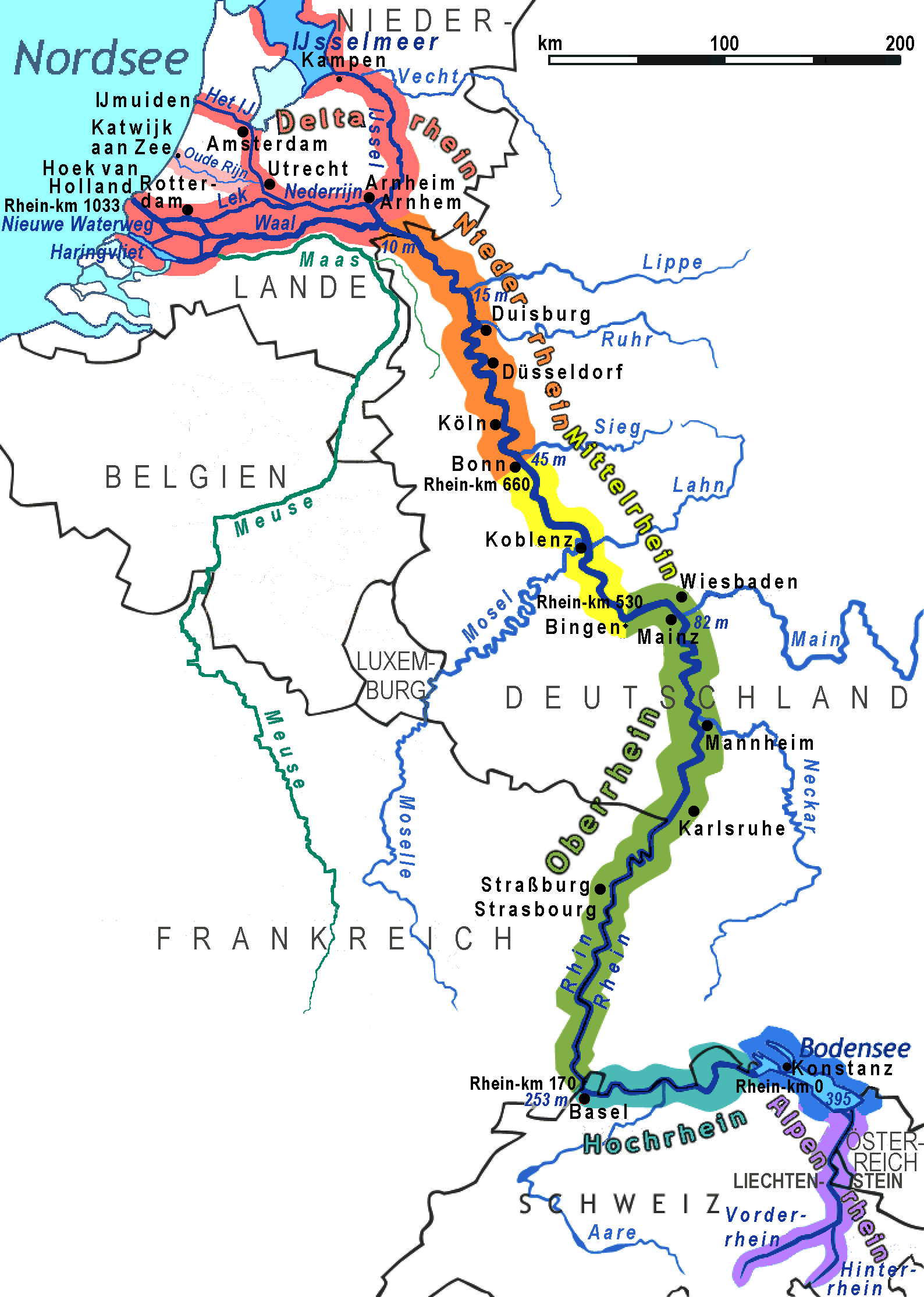
Cursul superior al Rinului

Cursul superior al Rinului (germ. "Oberrhein") azi din punct de vedere geografic este considerat un tronson de 350 km lungime, de pe cursul Rinului. El se întinde de la Basel la Bingen am Rhein. Landurile aparținătoare fiind Elsass, (Franța), Baden-Württemberg și Renania-Palatinat (Germania). La sud de Basel (Elveția) sunt izvoarele Rinului (Hochrhein), iar în Germania la est se află landul Hessen.

## Geologie
Din punct de vedere geologic se consideră că regiunea rupturii tectonice are o vechime de 35 milioane de ani. Ea a avut o lungime de ca. 300 km și o lățime 50 km, fiind amplasată între orașele Basel și Frankfurt am Main. Cauza rupturii a fost tensiunea din scoarța terestră, cauzată de activitatea vulcanică, ea a fost urmată de scufundarea regiunii, pe marginile înalte ale rupturii au apărut munții Schwarzwald și Odenwald în est, Vogesen și Pfälzerwald în vest. Prin acțiunea factorilor de eroziune, golul creat a fost umplut parțial de roci sedimentare. În terțiar în regiunea Basel s-au vărsat din vest apele fluviilor Saône și Rhône, acest loc este marcat prin cotitura de la Basel numită Rheinknie. 

## Date geografice
Afluenții cei mai importanți pe acest tronson al Rinului sunt:
- Neckar la Mannheim
- Main la Mainz
- Nahe la Bingen

În 1685, pentru a deseca Elsassul, a fost canalizat cursul superior al Rinului, în timpul regelui Ludovic al XIV-lea al Franței. În anii 1790 pentru obținere de terenuri agrare, a avut loc o defrișare masivă a regiunii. Din anul 1817, pentru a ușura circulația navelor, au avut loc pe cursului Rinului care avea numeroase meandre, lucrări de canalizare. Ulterior au început să fie construite barajele hidrocentralelor. În prezent îndeosebi pe tronsonul dintre Mainz și Bingen, protecția naturii este deosebit de importantă.